# Orocaecilius chiapensis
Orocaecilius chiapensis är en insektsart som beskrevs av Edward L. Mockford 2000. Orocaecilius chiapensis ingår i släktet Orocaecilius och familjen fransvingestövsländor. Inga underarter finns listade i Catalogue of Life.